# Sanguisorba hakusanensis
Sanguisorba hakusanensis är en rosväxtart som beskrevs av Tomitaro Makino. Sanguisorba hakusanensis ingår i släktet storpimpineller, och familjen rosväxter. Inga underarter finns listade i Catalogue of Life.

## Bildgalleri

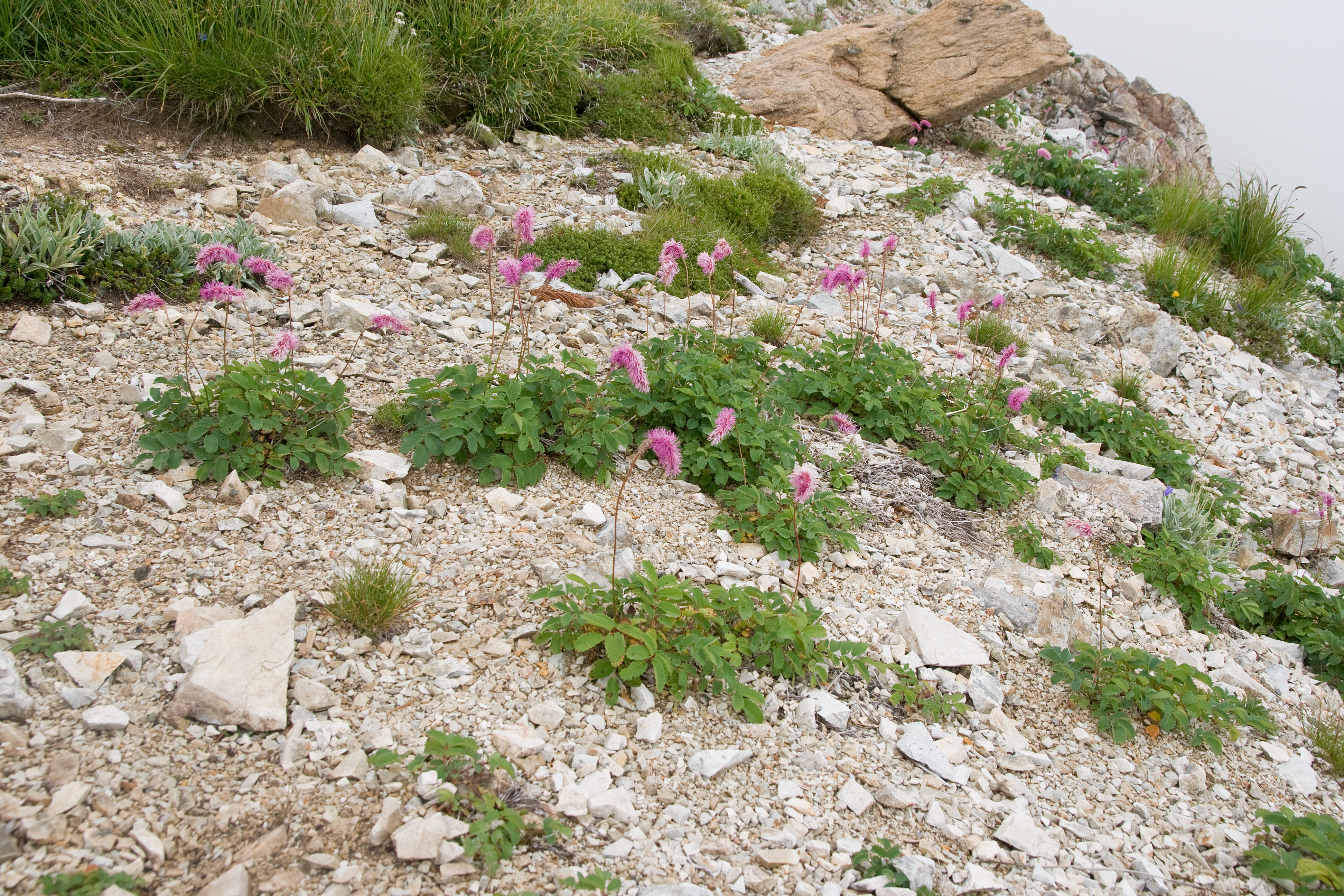
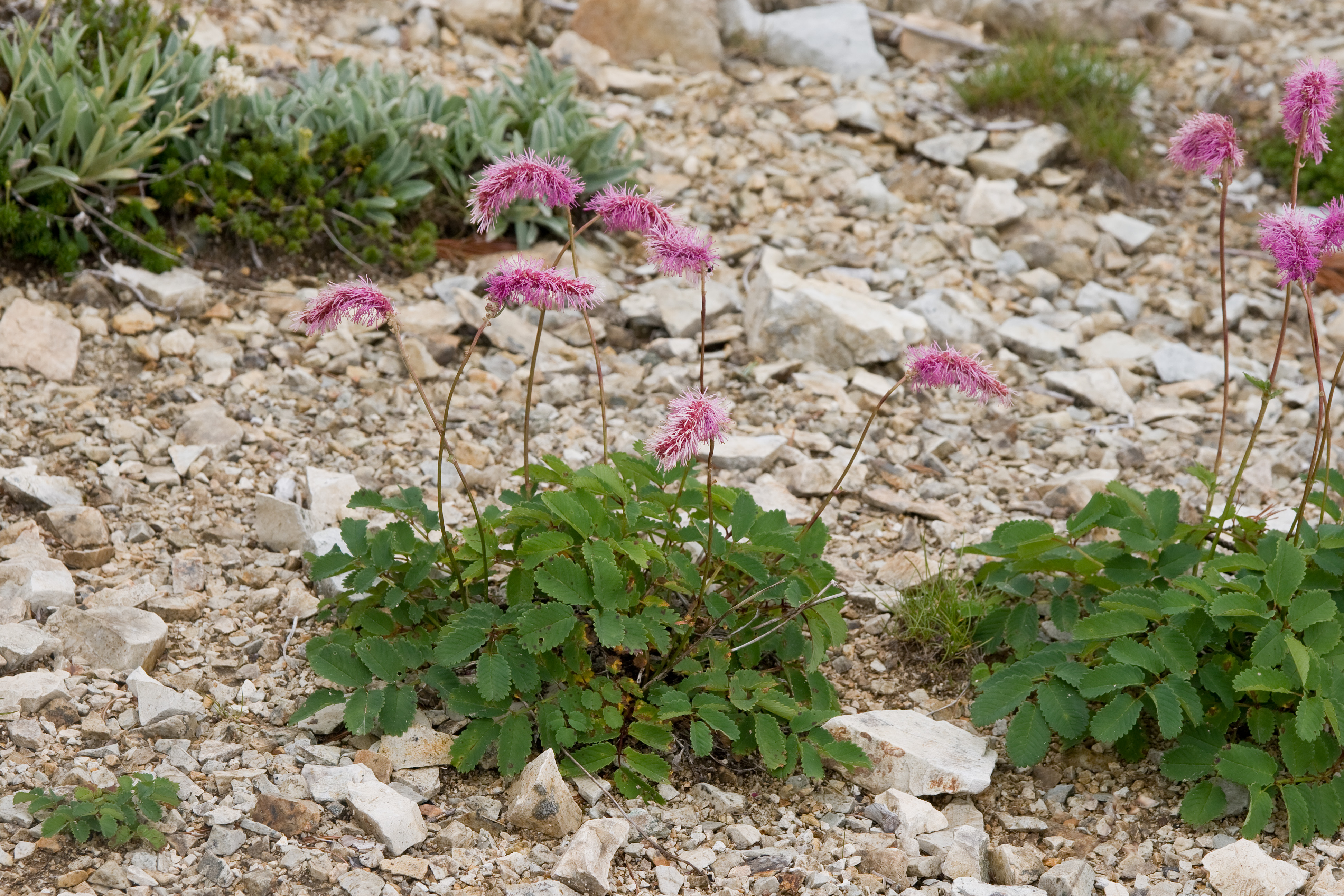
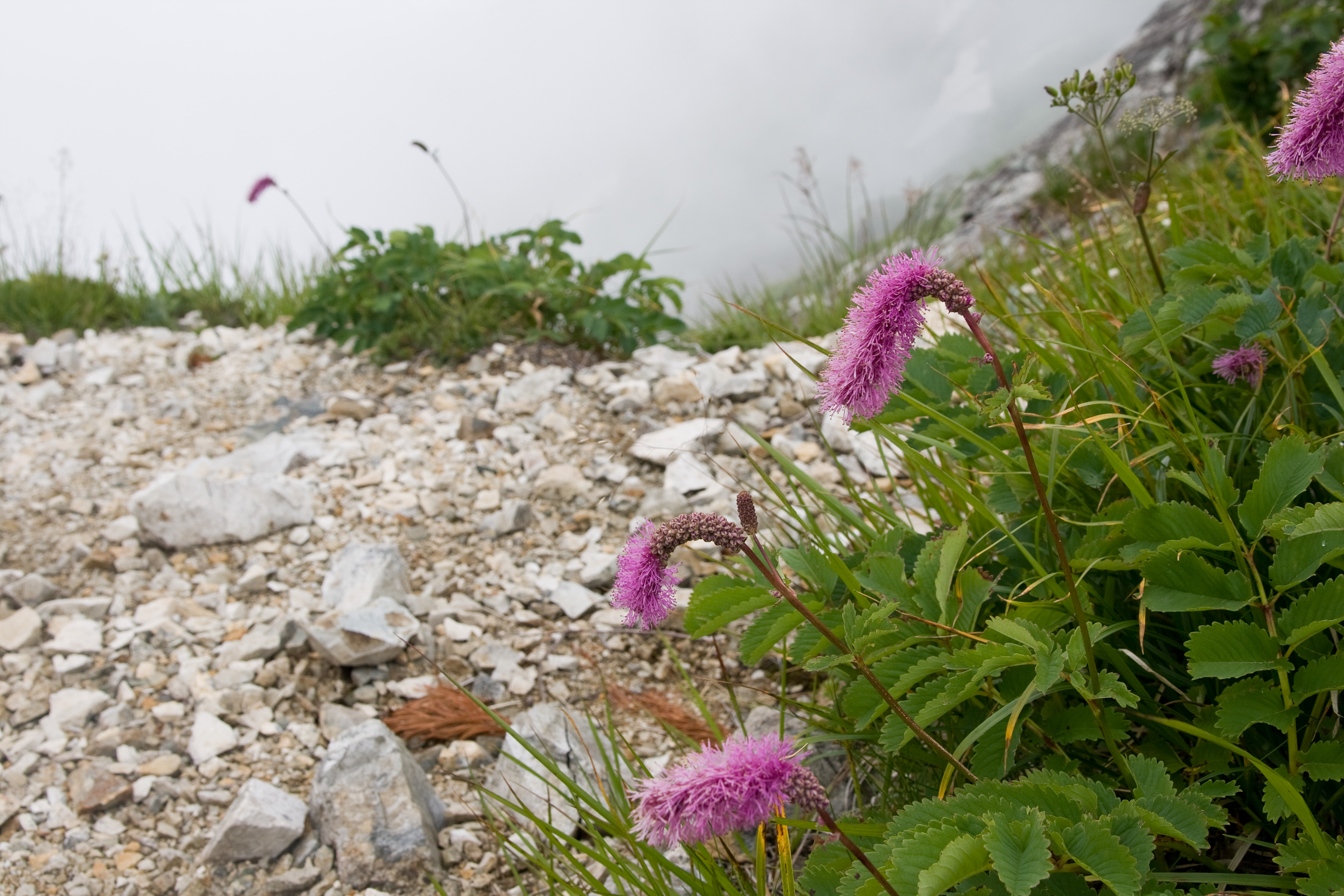
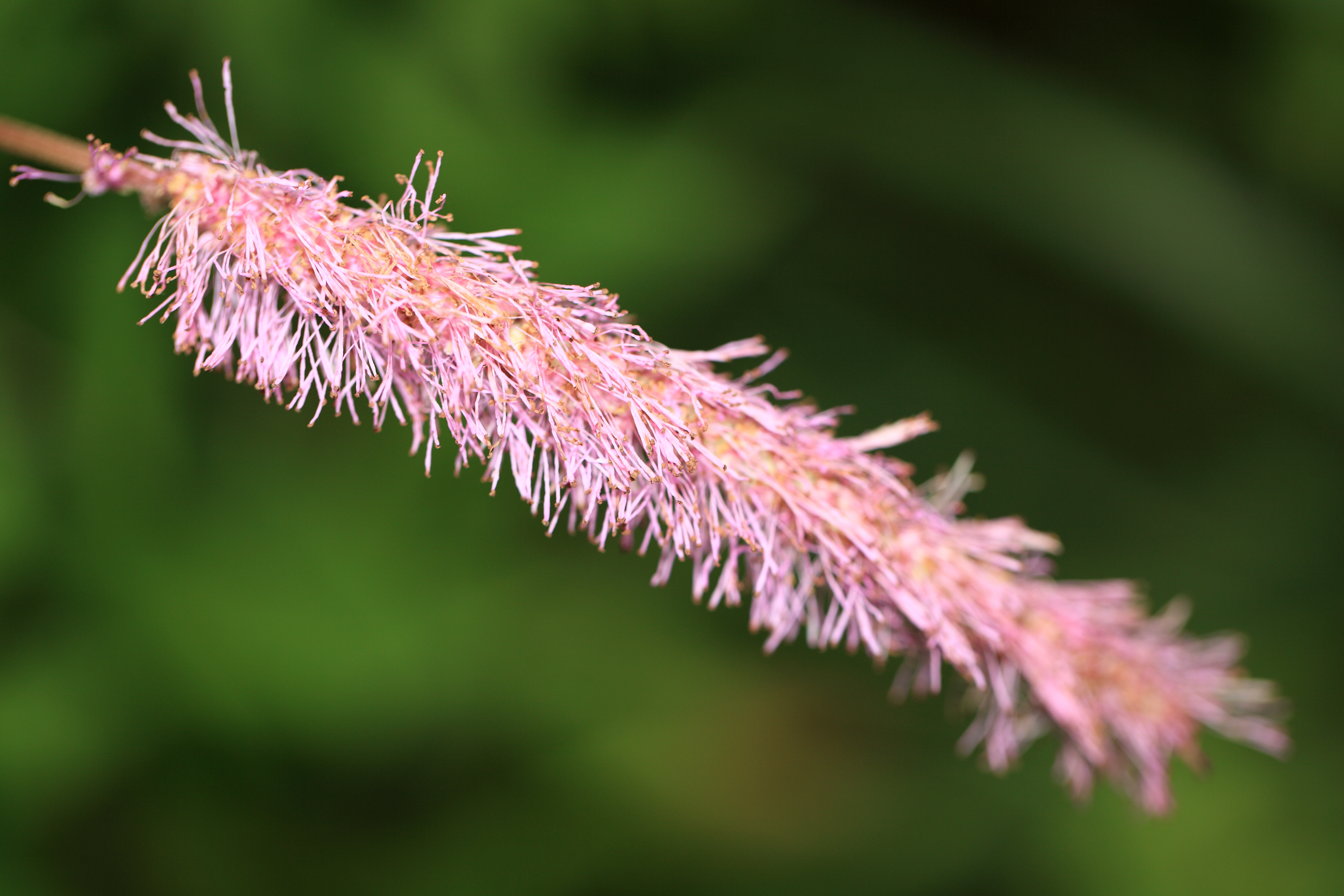
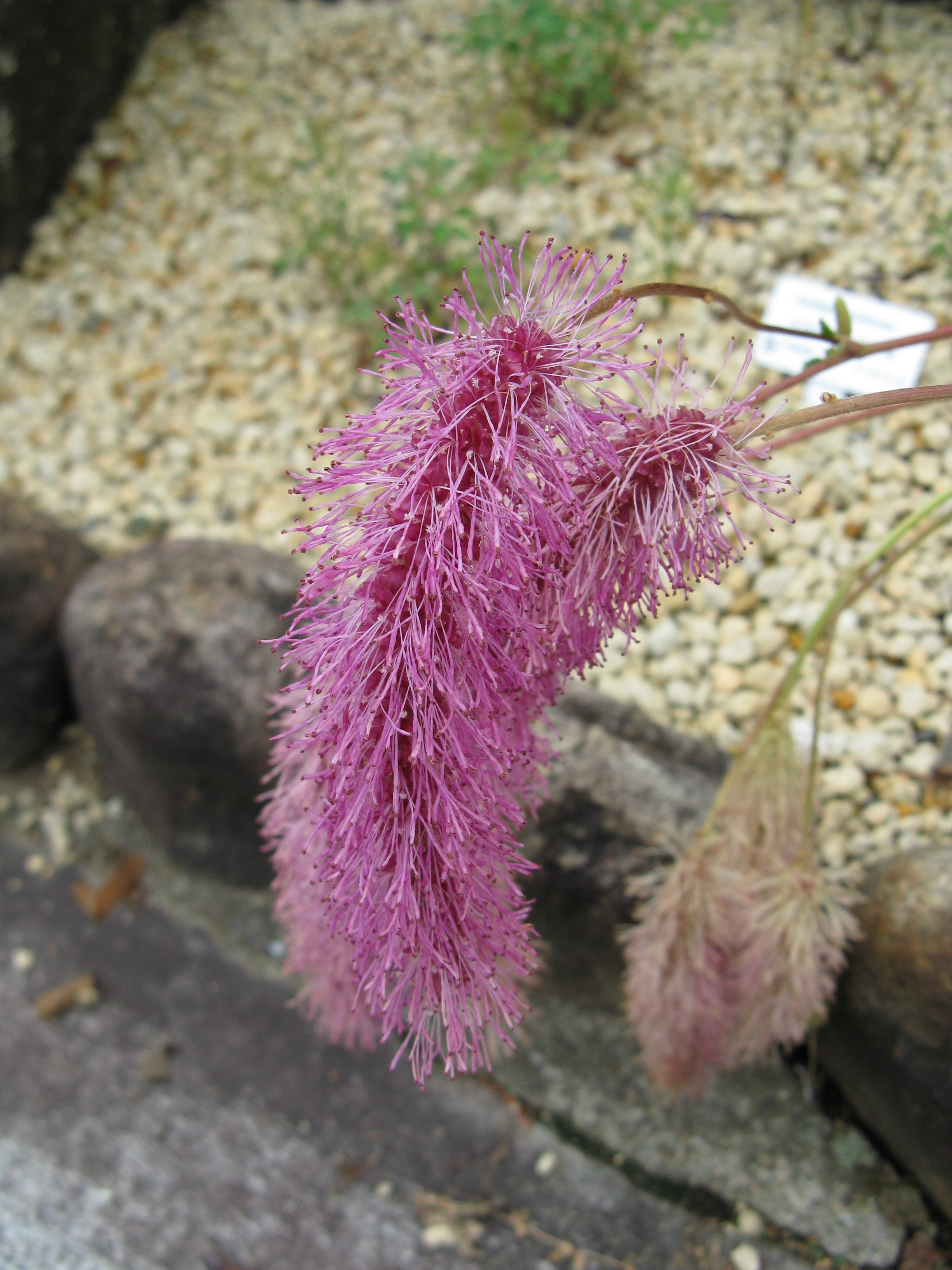
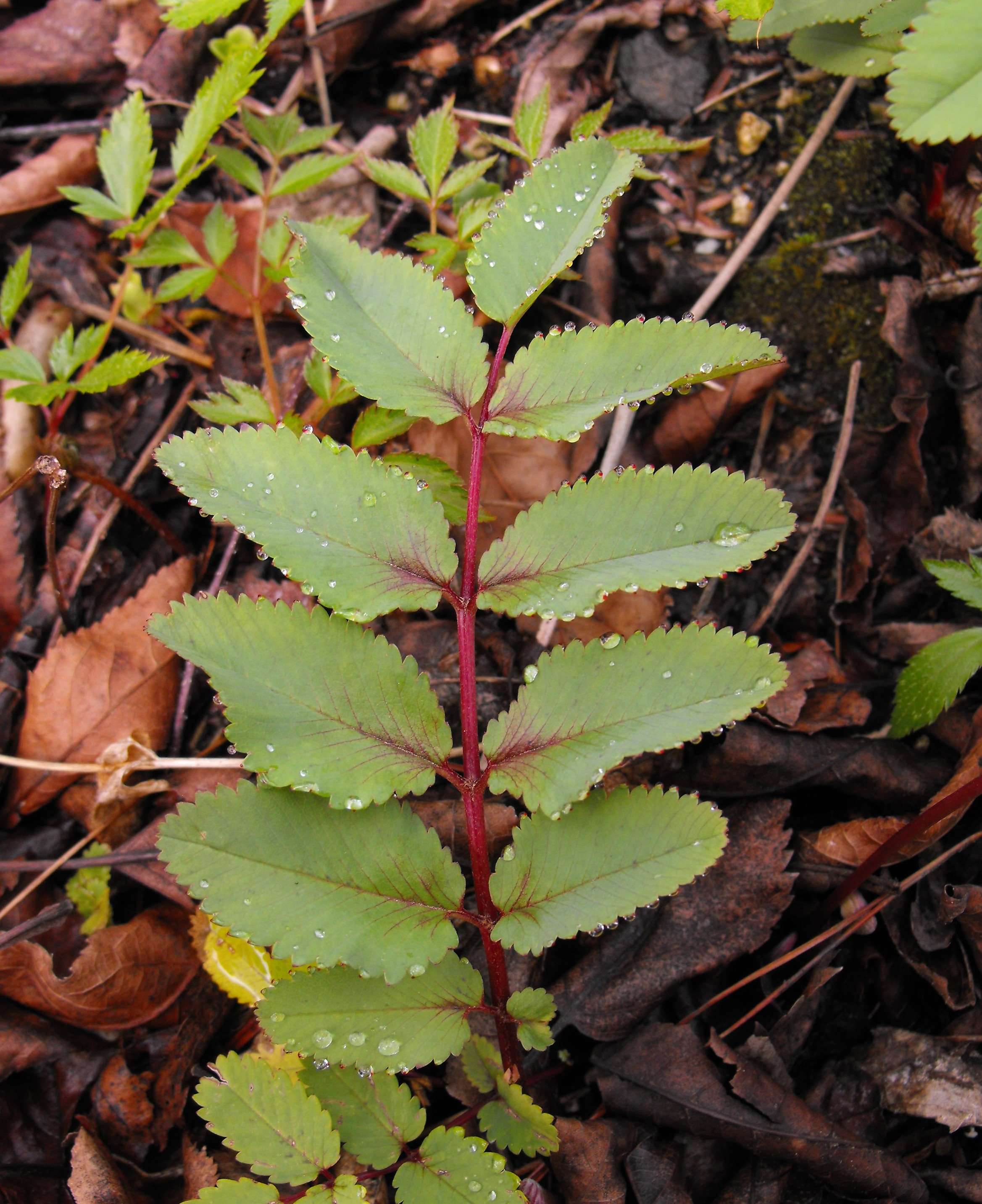